# Andreas Klöden
Andreas Klöden (Mittweida, 22 giugno 1975) è un ex ciclista su strada tedesco, professionista dal 1998 al 2013. Passista-scalatore, si è classificato due volte secondo al Tour de France, nel 2004 e nel 2006, e ha vinto una Tirreno-Adriatico, una Parigi-Nizza, un Giro di Romandia e due Giri dei Paesi Baschi.

## Carriera

### 1998-2006: gli anni alla Telekom
Corridore professionista dal 1998, corse con la Deutsche Telekom, rinominata T-Mobile nel 2004, fino al 2006. Si distinse subito come il possibile successore di Jan Ullrich vincendo nel 2000 la Parigi-Nizza davanti al francese Laurent Brochard e il Giro dei Paesi Baschi davanti a Danilo Di Luca e Laurent Jalabert, in entrambe le occasioni grazie al successo nelle decisive prove a cronometro. Terminò terzo nella gara su strada di Sydney 2000, dietro ad Aleksandr Vinokurov e a Jan Ullrich.
Nel 2001 partecipò per la prima volta al Tour de France come gregario dello stesso Ullrich. Terminò al ventiseiesimo posto nella generale a 59'53" da Lance Armstrong. La stagione 2002 fu magra di successi, prese parte soltanto alla Vuelta a España, abbandonandola dopo qualche giorno a causa di una caduta. Nella stagione 2003 arrivò secondo dietro Jens Voigt nella cronometro del Critérium International, terminando quarto nella classifica generale. Una caduta non gli permise di concludere il Tour de France.
Tornò ad essere competitivo nel 2004: attaccò alla Freccia Vallone e arrivò sesto, poi si mostrò in forma sulle salite del Giro di Germania, concludendo al sesto posto davanti al suo leader Ullrich. In giugno divenne campione nazionale su strada. Al Tour de France, mentre Ullrich fu in difficoltà sulle prime salite, arrivò terzo alla prima tappa di montagna a La Mongie con Francisco Mancebo a 20" da Ivan Basso e Lance Armstrong. Si dimostrò un ciclista completo, arrivando quarto in cima al Plateau de Beille e Villard-de-Lans, terzo a 1'41" di Lance Armstrong alla cronometro dell'Alpe d'Huez e secondo all'arrivo del Grand Bornand. Chiuse quindi secondo nella generale, a 6'19" dal vincitore Armstrong.
L'anno dopo, a causa di un problema fisico, iniziò la stagione sottotono. Al Tour de France fu costretto all'abbandono da una caduta quando era undicesimo in generale. Nel 2006 fu invece terzo all'arrivo del Tour de France, poi secondo in classifica generale per l'esclusione di Floyd Landis: perse dunque la corsa a causa del considerevole vantaggio accumulato da Óscar Pereiro nel corso di due maxi-fughe.

### 2007-2013: Astana e RadioShack
Nel 2007 passò all'Astana; all'inizio di stagione vinse la classifica generale della Tirreno-Adriatico (davanti al suo capitano Vinokourov, terzo) e del Circuit de la Sarthe. Arrivò al Tour de France in buona forma, ma cadde alla quinta tappa, incrinandosi il coccige (osso che si era rotto tre anni prima). Il 24 luglio però, la notizia della positività di Vinokurov all'antidoping indusse l'Astana a ritirare tutta la squadra, lui incluso, al momento quinto in classifica.
Nel 2008 interpretò il ruolo di gregario di Alberto Contador, il quale vinse sia Giro d'Italia che Vuelta a España. Tra i risultati stagionali la vittoria al Giro di Romandia e il secondo posto finale al Giro di Svizzera dietro a Roman Kreuziger. Nel 2010 seguì Johan Bruyneel e Lance Armstrong, rispettivamente ds e capitano all'Astana, nel neonato Team RadioShack; quell'anno partecipò al Tour de France come gregario di Armstrong e di Levi Leipheimer ma cercando anche di fare classifica: giunto tra i primi dieci nella dodicesima tappa, concluse al quattordicesimo posto.
Nel 2011 si aggiudicò la quinta tappa della Parigi-Nizza e, sempre in terra francese, la terza del Critérium International. In aprile fece quindi sue la graduatoria generale del Giro dei Paesi Baschi e una tappa al Giro del Trentino.
Al Tour de France si presentò in ottima forma e con ambizioni da podio. Si piazzò tra i primi nelle due tappe con arrivo su brevi salite, salendo al quinto posto della generale al termine della prima settimana. Nel corso della prima tappa pirenaica perse però 6 minuti a causa di una caduta e si ritirò il giorno seguente a causa dei traumi riportati. Concluse la stagione prendendo parte alla Vuelta a España come gregario di Janez Brajkovič. Il 2012 lo vide, in maglia RadioShack-Leopard, schierato ancora al Tour de France per un'ultima opportunità di rivalsa; tuttavia Klöden stentò sulle salite e fu opaco anche a cronometro, concludendo il Tour con un deludente undicesimo posto, preceduto in classifica anche dal compagno di squadra Haimar Zubeldia, sesto.
Nel 2013 rimase in ombra nella prima parte della stagione, nonostante ciò venne convocato al Tour de France in supporto di Andy Schleck. Con Schleck presto staccato dai migliori, Klöden si inserì nei tentativi di fuga per cercare di conquistare la prima tappa della sua lunga carriera. Nella 19ª tappa della corsa entrò in una fuga di (inizialmente) 43 corridori, piazzandosi infine, nonostante la presenza in fuga e il supporto del compagno di squadra Jan Bakelants, al secondo posto di giornata, alle spalle di Rui Costa. Concluse la corsa al 30º posto della classifica generale.
Al termine della stagione, ritrovandosi senza un contratto per il 2014, annunciò il ritiro dall'attività agonistica.

## Palmarès
- 1997

Campionati tedeschi, Prova in linea Under-23
4ª tappa Commonwealth Bank Classic
Prologo Giro della Renania-Palatinato (cronometro)
7ª tappa Giro della Renania-Palatinato
- 1998 (Deutsche Telekom, tre vittorie)

3ª tappa Giro della Bassa Sassonia
Classifica generale Giro della Bassa Sassonia
Prologo Tour de Normandie (cronometro)
- 1999 (Deutsche Telekom, una vittoria)

3ª tappa Volta ao Algarve
- 2000 (Deutsche Telekom, cinque vittorie)

7ª tappa Parigi-Nizza (cronometro)
Classifica generale Parigi-Nizza
5ª tappa, 2ª semitappa Giro dei Paesi Baschi (cronometro)
Classifica generale Giro dei Paesi Baschi
7ª tappa Corsa della Pace
- 2004 (T-Mobile, una vittoria)

Campionati tedeschi, Prova in linea
- 2005 (T-Mobile, una vittoria)

5ª tappa Giro di Baviera
- 2006 (T-Mobile, due vittorie)

4ª tappa Regio-Tour
Classifica generale Regio-Tour
- 2007 (Astana, tre vittorie)

Classifica generale Tirreno-Adriatico
3ª tappa Circuit de la Sarthe
Classifica generale Circuit de la Sarthe
- 2008 (Astana, due vittorie)

3ª tappa Giro di Romandia
Classifica generale Giro di Romandia
- 2009 (Astana, due vittorie)

5ª tappa Tirreno-Adriatico
1ª tappa Giro del Trentino
- 2011 (Team RadioShack, quattro vittorie)

5ª tappa Parigi-Nizza (Saint-Symphorien-sur-Coise > Vernoux-en-Vivarais)
3ª tappa Critérium International (Porto Vecchio > Porto Vecchio)
Classifica generale Giro dei Paesi Baschi
1ª tappa Giro del Trentino (Arco)

### Altri successi
- 2009 (Astana)

4ª tappa Tour de France (Montpellier, cronosquadre)
- 2011 (Team RadioShack)

Classifica regolarità Giro dei Paesi Baschi

## Piazzamenti

### Grandi Giri
- Giro d'Italia

2008: ritirato (20ª tappa)
- Tour de France

2001: 26º
2003: ritirato (9ª tappa)
2004: 2º
2005: ritirato (17ª tappa)
2006: 2º
2007: non partito (16ª tappa)
2009: 6º
2010: 14º
2011: ritirato (13ª tappa)
2012: 11º
2013: 30º
- Vuelta a España

1998: ritirato (10ª tappa)
1999: 62º
2000: ritirato (14ª tappa)
2002: ritirato (15ª tappa)
2008: 20º
2011: ritirato (13ª tappa)

### Classiche monumento
- Parigi-Roubaix

1999: ritirato
- Liegi-Bastogne-Liegi

1999: ritirato
2000: 23º
2002: ritirato
2003: ritirato
2004: 87º
2010: ritirato
- Giro di Lombardia

1999: 38º
2002: ritirato

### Competizioni mondiali
- Campionati del mondo su strada

Lugano 1996 - Cronometro Under-23: 3º
San Sebastián 1997 - Cronometro Under-23: 7º
San Sebastián 1997 - In linea Under-23: 21º
Verona 1999 - In linea Elite: ritirato
Salisburgo 2006 - Cronometro Elite: 27º
Limburgo 2012 - Cronosquadre: 8º
- Giochi olimpici

Sydney 2000 - In linea: 3º
Sydney 2000 - Cronometro: 12º
Atene 2004 - In linea: ritirato